# Salvins vliegenpikker
De Salvins vliegenpikker (Sublegatus arenarum) is een zangvogel uit de familie Tyrannidae (tirannen). De Nederlandse naam verwijst naar de Engelse zoöloog Osbert Salvin die deze vogel in 1863 geldig heeft beschreven.

## Verspreiding en leefgebied
Deze soort komt voor van Costa Rica tot de Guyana's en telt  zes ondersoorten:
- S. a. arenarum: Costa Rica en Panama.
- S. a. atrirostris: de Pareleilanden (nabij Panama) en noordelijk Colombia.
- S. a. glaber: noordelijk Venezuela en de nabijgelegen eilanden, de noordelijke Guyana's en Trinidad.
- S. a. tortugensis: La Tortuga (nabij Venezuela).
- S. a. pallens: Curaçao.
- S. a. orinocensis: oostelijk Colombia en zuidelijk Venezuela.

## Status
De grootte van de populatie is in 2022 geschat op 0,5-5 miljoen volwassen vogels. Op de Rode lijst van de IUCN heeft deze soort de status niet bedreigd.